# Richard Turner
Pour les articles homonymes, voir Turner.
Richard Turner, né le 15 août 1843 et mort le 22 décembre 1917 à Québec, est un homme d'affaires et un homme politique québécois.

## Biographie
Né en 1843, il est le fils de James Turner et de Susan Frisell. Il est le père de Richard Ernest William Turner.

### Carrière en affaires
Il est directeur de la Banque nationale du Canada, de la Banque canadienne impériale et de la Matane Railway Company. Il est président des compagnies LeBouthillier et Frères, Turner Lumber and Pulpwood, National Telephone et Quebec Cartage and Transfer. De 1889 à 1892, il dirige la Chambre de commerce de Québec. En 1900, il est vice-consul honoraire du Mexique.

### Carrière politique
Il est président honoraire du Club libéral de Québec. Il est échevin au Conseil municipal de Québec de 1879 à 1882. Le 5 août 1897, il est nommé conseiller législatif du Golfe. Il appuie le Parti libéral du Québec. Il occupe ce poste jusqu'à son décès.